# Transfert bi-elliptique
En astronautique le transfert bi-elliptique est une manœuvre permettant de modifier l'orbite d'un véhicule spatial autour d'un objet céleste central (par exemple la Terre ou le Soleil). Contrairement au transfert de Hohmann où l'orbite de transfert relie directement l'orbite initiale et l'orbite finale, le transfert bi-elliptique passe par deux orbites de transferts elliptiques. La première emmène le satellite « plus loin » que nécessaire, la deuxième l'amène sur l'orbite finale. Ce procédé peut être avantageux du point de vue de l'énergie requise si l'orbite finale est beaucoup plus haute que l'orbite initiale. C'est pourquoi cet article traite seulement du cas où l'orbite initiale est plus basse que l'orbite finale.
En principe la manœuvre de transfert bi-elliptique peut être également utilisée pour réduire l'altitude de l'orbite, mais elle ne présente aucun avantage par rapport au transfert de Hohmann. Une exception est l'aérofreinage (mais qui n'est pas un transfert bi-elliptique au sens de cet article). Cet article ne décrit que le cas d'un transfert d'une orbite basse vers une orbite haute autour du corps central.
L'idée du transfert bi-elliptique est publiée en 1934 par Ary Sternfeld.

## Calcul
Dans les calculs suivants on part de l'hypothèse qu'aucune interaction, par exemple liée à la présence d'autres objets célestes, ne vient perturber la manœuvre. Les orbites sont supposées être circulaires et dans le même plan. Les changements de vitesse sont  supposés être instantanés.

### Vitesse

Un transfert bi-elliptique entre une orbite initiale basse (bleue) via les orbites de transfert elliptiques (cyan et orange) à l'orbite finale haute (rouge).

L'équation fondamentale pour calculer les changements de vitesse requis dans les transferts coplanaires (comme le transfert bi-elliptique) est l'équation de la force vive
{\displaystyle v={\sqrt {\mu \left({\frac {2}{r}}-{\frac {1}{a}}\right)}}}
- {\displaystyle r} et {\displaystyle v} sont la distance du véhicule spatial du corps céleste central et sa vitesse courante
- {\displaystyle a} est le demi-grand axe de l'orbite
- {\displaystyle \mu =GM} est le paramètre de gravitation de l'objet céleste central (sa masse {\displaystyle M} multipliée par la constante gravitationnelle {\displaystyle G})

Pour une orbite circulaire ({\displaystyle r=a}) l'équation se simplifie comme suit
{\displaystyle v={\sqrt {\frac {\mu }{r}}}}

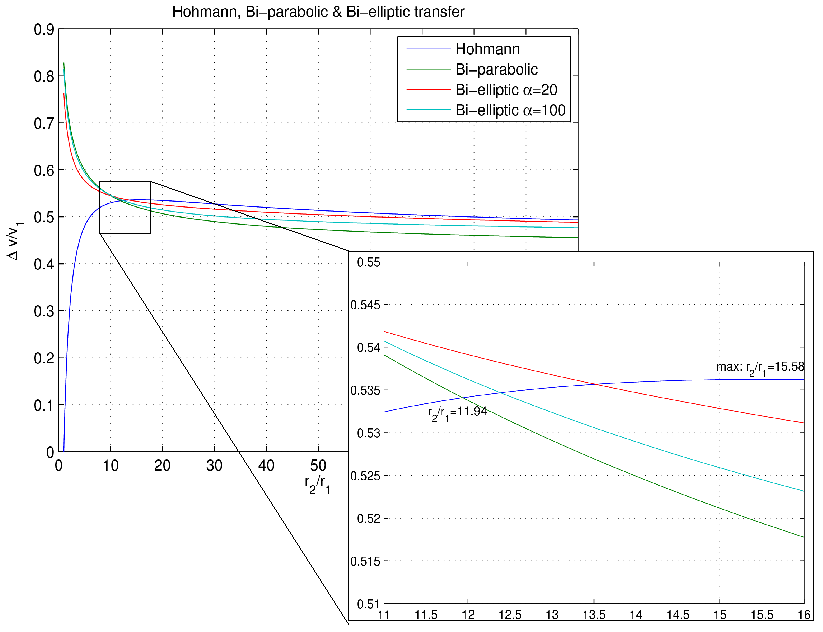
Besoin de Delta v (normée sur) pour quatre manœuvres entre les deux mêmes orbites en dépendance du rapport entre les rayons.

La figure à droite montre comment se passe la manœuvre de transfert bi-elliptique. Le véhicule spatial se situe sur une orbite circulaire (bleue) avec rayon {\displaystyle r_{1}}. Sa vitesse est constante {\displaystyle v_{1}={\sqrt {\frac {\mu }{r_{1}}}}}. Le but de la manœuvre est d'amener le satellite sur l'orbite circulaire haute (rouge) avec rayon {\displaystyle r_{2}}.
1. Un changement instantané de vitesse met le satellite sur la première orbite de transfert elliptique (cyane), dont le demi-grand axe est {\displaystyle a_{1}}. Le premier changement de vitesse s'élève à 
 {\displaystyle \Delta v_{1}={\sqrt {\mu \left({\frac {2}{r_{1}}}-{\frac {1}{a_{1}}}\right)}}-{\sqrt {\frac {\mu }{r_{1}}}}} 
 Il faut l'appliquer tangentiellement en direction du vol, comme l'orbite initiale est circulaire cela peut avoir lieu n'importe où.
2. Quand l'apoapside est atteinte, le véhicule spatial est à la distance {\displaystyle r_{b}=2a_{1}-r_{1}} du corps central. La deuxième augmentation de vitesse instantanée est appliquée pour mettre le satellite sur la deuxième orbite de transfert elliptique (orange), dont le demi-grand axe est {\displaystyle a_{2}={\tfrac {r_{b}+r_{2}}{2}}}. Il faut de nouveau l'appliquer tangentiellement à la vitesse, la valeur absolue est
 {\displaystyle \Delta v_{2}={\sqrt {\mu \left({\frac {2}{r_{b}}}-{\frac {1}{a_{2}}}\right)}}-{\sqrt {\mu \left({\frac {2}{r_{b}}}-{\frac {1}{a_{1}}}\right)}}}
3. La vitesse est changée une troisième fois quand le satellite se trouve à la périapside de la deuxième orbite de transfert. Cette fois-ci il faut ralentir le satellite pour qu'il reste sur l'orbite circulaire finale. 
 {\displaystyle \Delta v_{3}={\sqrt {\frac {\mu }{r_{2}}}}-{\sqrt {\mu \left({\frac {2}{r_{2}}}-{\frac {1}{a_{2}}}\right)}}}

En tout le besoin de carburant (Delta v) est
{\displaystyle \Delta v=\Delta v_{1}+\Delta v_{2}+\Delta v_{3}=\left({\sqrt {\mu \left({\frac {2}{r_{1}}}-{\frac {1}{a_{1}}}\right)}}-{\sqrt {\frac {\mu }{r_{1}}}}\,\right)+\left({\sqrt {\mu \left({\frac {2}{r_{b}}}-{\frac {1}{a_{2}}}\right)}}-{\sqrt {\mu \left({\frac {2}{r_{b}}}-{\frac {1}{a_{1}}}\right)}}\,\right)+\left({\sqrt {\frac {\mu }{r_{2}}}}-{\sqrt {\mu \left({\frac {2}{r_{2}}}-{\frac {1}{a_{2}}}\right)}}\,\right)}
Chaque manœuvre de transfert bi-elliptique, du moins que {\displaystyle r_{b}>r_{2}}, est avantageuse du point de vue de besoin en carburant en comparaison avec le transfert de Hohmann si le rayon de l'orbite finale est plus de 15,58 fois plus grand que le rayon de l'orbite initiale. Sous certaines circonstances le transfert bi-elliptique peut demander moins de Delta v même si le rapport des rayons est inférieur à 15,58 (voir la section #Comparaison avec le transfert de Hohmann).

### Temps
Le temps de la manœuvre de transfert se calcule d'après les moitiés des périodes de révolution des ellipses de transferts. La période {\displaystyle T}, c'est-à-dire le temps qu'un satellite met pour faire une révolution sur l'orbite, se calcule d'après la troisième loi de Kepler
{\displaystyle T=2\pi {\sqrt {\frac {a^{3}}{\mu }}}}
Donc le temps de la manœuvre de transfert bi-elliptique est
{\displaystyle \Delta t=\pi {\sqrt {\frac {a_{1}^{3}}{\mu }}}+\pi {\sqrt {\frac {a_{2}^{3}}{\mu }}}}
Ceci est beaucoup plus que pour le transfert de Hohmann équivalent, ce qui est un inconvénient important du transfert bi-elliptique (voir la section #Comparaison avec le transfert de Hohmann).

## Cas limite transfert de Hohmann
Le transfert bi-elliptique devient un transfert de Hohmann lorsque {\displaystyle r_{b}=r_{2}}.

## Cas limite transfert bi-parabolique

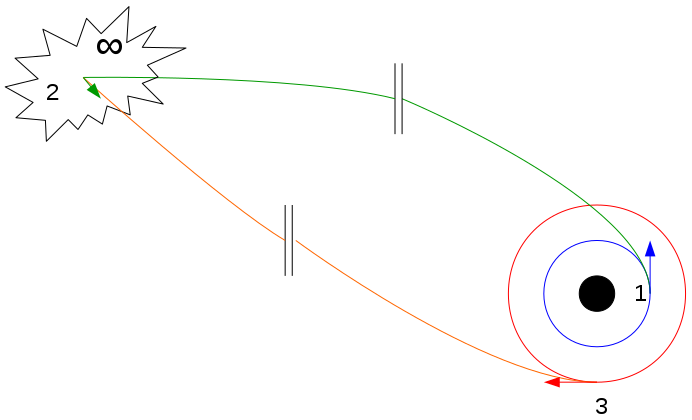
Un transfert bi-parabolique entre une orbite initiale basse (bleue) via les orbites de transfert paraboliques (verte et orange) à l'orbite finale haute (rouge).

Le transfert bi-elliptique devient un transfert bi-parabolique lorsque {\displaystyle r_{b}\rightarrow \infty }.
Ce cas est une analyse purement théorique car le satellite est amené à une distance infinie du corps central. Ceci demande premièrement un temps infini et deuxièmement la simplification d'un problème à deux corps n'est plus valable. Néanmoins la manœuvre est intéressante à analyser dans la perspective de la prochaine section qui compare plusieurs manœuvres de transferts.
1. Le véhicule spatial est maintenant mis sur une orbite de libération parabolique. 
 {\displaystyle \Delta v_{1}=({\sqrt {2}}-1){\sqrt {\frac {\mu }{r_{1}}}}}
2. La vitesse du satellite est 0 à l'infini ({\displaystyle \infty }). Une poussée infinitésimalement petite suffit pour que le satellite adopte la deuxième orbite de transfert parabolique. 
 {\displaystyle \Delta v_{2}=0}
3. Pour finir il faut freiner le satellite au sommet de la deuxième parabole pour qu'il reste sur l'orbite circulaire finale. 
 {\displaystyle \Delta v_{3}=({\sqrt {2}}-1){\sqrt {\frac {\mu }{r_{2}}}}}

En tout le besoin de carburant (Delta v) est 
{\displaystyle \Delta v=\Delta v_{1}+\Delta v_{2}+\Delta v_{3}=\left({\sqrt {2}}-1\right)\left({\sqrt {\frac {\mu }{r_{1}}}}+{\sqrt {\frac {\mu }{r_{2}}}}\,\right)}
Cette valeur est inférieure au besoin du transfert de Hohmann si {\displaystyle r_{2}>11,94\,r_{1}}. Le transfert bi-parabolique est le cas limite d'un transfert bi-elliptique qui économise le plus de Delta v .

## Comparaison avec le transfert de Hohmann

### Vitesse
La figure à droite montre le besoin de Delta v, une mesure pour le carburant et donc l'énergie nécessaire, pour une manœuvre entre une orbite initiale circulaire avec rayon {\displaystyle r_{1}} et une orbite finale circulaire avec rayon {\displaystyle r_{2}}.
{\displaystyle \Delta v} est normée sur la vitesse initiale {\displaystyle v_{1}} pour que la comparaison soit générale. Les quatre courbes montrent le besoin de carburant pour un transfert de Hohmann (bleu), un transfert bi-elliptique avec {\displaystyle \alpha ={\tfrac {r_{b}}{r_{1}}}=20+{\tfrac {r_{2}}{r_{1}}}} (rouge), un transfert bi-elliptique avec {\displaystyle \alpha ={\tfrac {r_{b}}{r_{1}}}=100+{\tfrac {r_{2}}{r_{1}}}} (cyan) et un transfert bi-parabolique ({\displaystyle r_{b}\rightarrow \infty }) (vert).
On voit que le transfert de Hohmann est favorable quand le rapport des rayons est inférieur à 11,94. Chaque manœuvre de transfert bi-elliptique, du moins tant que {\displaystyle r_{b}>r_{2}}, est favorable si le rayon de l'orbite finale est plus de 15,58 fois plus grand que le rayon de l'orbite initiale.
La distance de l'apoapside commune des deux orbites de transfert (point 2 dans les figures sur le transfert bi-elliptique et le transfert bi-parabolique) est déterminante entre 11,94 et 15,58.
Le tableau suivant établit une liste de la distance de l'apoapside par rapport au rayon de l'orbite initiale {\displaystyle \alpha ={\tfrac {r_{b}}{r_{1}}}} minimale requise pour qu'un transfert bi-elliptique soit avantageux en termes de Delta v.
| Rapport des rayons {\displaystyle {\tfrac {r_{2}}{r_{1}}}} | {\displaystyle \alpha ={\tfrac {r_{b}}{r_{1}}}} minimal | Remarques                                    |
| ---------------------------------------------------------- | ------------------------------------------------------- | -------------------------------------------- |
| 0 à 11,94                                                  | -                                                       | Le transfert de Hohmann est favorable        |
| 11,94                                                      | {\displaystyle \infty }                                 | Transfert bi-parabolique                     |
| 12                                                         | 815,81                                                  |                                              |
| 13                                                         | 48,90                                                   |                                              |
| 14                                                         | 26,10                                                   |                                              |
| 15                                                         | 18,19                                                   |                                              |
| 15,58                                                      | 15,58                                                   |                                              |
| plus de 15,58                                              | plus de {\displaystyle {\tfrac {r_{2}}{r_{1}}}}         | Chaque transfert bi-elliptique est favorable |

Cette cohérence pas forcément intuitive est expliquée avec l'effet d'Oberth.

### Temps
Le temps très long du transfert bi-elliptique
{\displaystyle \Delta t=\pi {\sqrt {\frac {a_{1}^{3}}{\mu }}}+\pi {\sqrt {\frac {a_{2}^{3}}{\mu }}}}
est un inconvénient important de cette manœuvre. Le temps devient même infini pour le cas limite du transfert bi-parabolique.
À titre de comparaison, le transfert de Hohmann met moins de la moitié du temps, plus exactement
{\displaystyle \Delta t=\pi {\sqrt {\frac {a^{3}}{\mu }}}}
parce qu'il n'y a qu'une demi-ellipse à orbiter.

## Exemple
Un exemple d'après Example 6-2 de illustre les transferts.
Un satellite est en orbite circulaire autour de la Terre, le rayon est {\displaystyle r_{1}=6569\,\mathrm {km} }. L'orbite finale autour de la Terre est circulaire également avec le rayon {\displaystyle r_{2}=382688\,\mathrm {km} }. Les manœuvres de transfert de Hohmann, bi-elliptique et bi-parabolique sont comparées selon leur vitesse et temps.
Le rapport des rayons est approximativement 58,25. Donc les transferts bi-elliptique et bi-parabolique demandent moins de Delta v que le transfert de Hohmann. Il faut que {\displaystyle r_{b}>r_{2}} pour le transfert bi-elliptique, ici {\displaystyle r_{b}=100\,r_{1}}.
Le tableau suivant montre la comparaison :
|                                           | Transfert Hohmann                                                                                     | Transfert bi-elliptique {\displaystyle \alpha =100}                                                  | Transfert bi-parabolique                                    |
| ----------------------------------------- | --- | --- | ----------------------------------------------------------- |
| {\displaystyle \Delta v_{1}}              | {\displaystyle 3,133\,\mathrm {\tfrac {km}{s}} }                                                      | {\displaystyle 3,172\,\mathrm {\tfrac {km}{s}} }                                                     | {\displaystyle 3,226\,\mathrm {\tfrac {km}{s}} }            |
| {\displaystyle \Delta v_{2}}              | {\displaystyle 0,833\,\mathrm {\tfrac {km}{s}} }                                                      | {\displaystyle 0,559\,\mathrm {\tfrac {km}{s}} }                                                     | {\displaystyle 0\,\mathrm {\tfrac {km}{s}} }                |
| {\displaystyle \Delta v_{3}}              | pas de {\displaystyle \Delta v_{3}}                                                                   | {\displaystyle 0,127\,\mathrm {\tfrac {km}{s}} }                                                     | {\displaystyle 0,423\,\mathrm {\tfrac {km}{s}} }            |
| {\displaystyle \mathbf {\Delta v} } total | {\displaystyle \mathbf {3,966\,\mathrm {\tfrac {km}{s}} } }                                           | {\displaystyle \mathbf {3,858\,\mathrm {\tfrac {km}{s}} } }                                          | {\displaystyle \mathbf {3,649\,\mathrm {\tfrac {km}{s}} } } |
| Temps                                     | {\displaystyle 118\,\mathrm {h} } {\displaystyle 40\,\mathrm {min} } {\displaystyle 59\,\mathrm {s} } | {\displaystyle 782\,\mathrm {h} } {\displaystyle 9\,\mathrm {min} } {\displaystyle 27\,\mathrm {s} } | {\displaystyle \infty }                                     |